# Pierre Engel
Pierre Engel (1923 - ?) foi um professor de direito, juiz, e advogado Suíço.

## Educação e Carreira
Pierre Engel nasceu no ano de 1923, em Genebra. Completou a maior parte de seus estudos em Paris, onde ele se formou em letras em 1941. Em 1944, se formou em direito pela Universidade de Genebra e passou no exame de ordem em 1947. Praticou advocacia de 1948 a 1988 e obteve seu doutorado em 1953 com a tese intitulada “a determinação dos pontos de reaproximação do direito internacional privado”. 
De 1957 a 1961 foi presidente da Chambre d’appel du tribunal des prud’hommes, de Genebra, e trabalhava frequentemente com árbitro internacional. Em 1967, foi nomeado professor extraordinário da faculdade de direito de Genebra, cargo que ocupou até 1970. De 1983 a 1988, foi professor extraordinário na faculdade de Lausanne. De 1988 a 1990 foi professor suplente da faculdade de direito de Lausanne durante a doença de um colega, e posteriormente para assegurar a dispensa de outro colega. É creditado por “casar a teoria e a prática… e é uma prova viva que o direito é uma ciência humana”.

## Obras
Foi o autor de várias publicações contendo reflexões sobre a democracia (De la démocratie dans la pensée de Spinoza, “A democracia segundo o pensamento de Spinoza”, 1946/47), passando por Clearing (De l’introduction pratique au droit suisse du clearing, “Da Introdução prática ao direito Suiço de Clearing”, 1954) e em 1997 e 2002, respectivamente, escreve suas obras mais bem-conhecidas, Traité des obligations en droit suisse, “Tratado das obrigações do direito Suiço” e Contrats de droit suisse “Contratos do direito Suiço”.
“O professor Pierre Engel pertencia àquela escola de professores onde a curiosidade intelectual é insaciável e que pode dar um curso apaixonante em todas as matérias jurídicas, culturais, e filosóficas” - M. Hansjörg Peter